# Meidericher Spielverein Duisburg 1977-1978
Questa voce raccoglie le informazioni riguardanti il Meidericher Spielverein Duisburg nelle competizioni ufficiali della stagione 1977-1978.

## Stagione
Nella stagione 1977-1978 il Duisburg, allenato da Otto Knefler, concluse il campionato di Bundesliga al 6º posto. In Coppa di Germania il Duisburg fu eliminato in semifinale dal Fortuna Düsseldorf.

## Rosa
| N. |                        | Ruolo | Calciatore         |
| -- | ---------------------- | ----- | ------------------ |
|    | Germania (bandiera)    | P     | Gerhard Heinze     |
|    | Germania (bandiera)    | P     | Wolfgang Schreiner |
|    | Germania (bandiera)    | P     | Peter Strozyk      |
|    | Germania (bandiera)    | D     | Michael Bella      |
|    | Paesi Bassi (bandiera) | D     | Kees Bregman       |
|    | Germania (bandiera)    | D     | Michael Brocker    |
|    | Germania (bandiera)    | D     | Werner Buttgereit  |
|    | Germania (bandiera)    | D     | Bernard Dietz      |
|    | Germania (bandiera)    | D     | Norbert Dronia     |
|    | Germania (bandiera)    | D     | Peter Fenten       |
|    | Germania (bandiera)    | D     | Ditmar Jakobs      |
|    | Germania (bandiera)    | C     | Theo Bücker        |

| N. |                     | Ruolo | Calciatore          |
| -- | ------------------- | ----- | ------------------- |
|    | Germania (bandiera) | C     | Herbert Büssers     |
|    | Germania (bandiera) | C     | Norbert Fruck       |
|    | Germania (bandiera) | C     | Ulrich Hintzen      |
|    | Austria (bandiera)  | C     | Kurt Jara           |
|    | Germania (bandiera) | C     | Eduard Marschang    |
|    | Germania (bandiera) | C     | Jürgen Suchanek     |
|    | Germania (bandiera) | A     | Rudolf Seliger      |
|    | Germania (bandiera) | A     | Norbert Stolzenburg |
|    | Germania (bandiera) | A     | Peter Vogel         |
|    | Germania (bandiera) | A     | Günter Weber        |
|    | Germania (bandiera) | A     | Ronnie Worm         |

## Organigramma societario
Area tecnica
- Allenatore: Otto Knefler, Carl-Heinz Rühl
- Allenatore in seconda:
- Preparatore dei portieri:
- Preparatori atletici:

## Calciomercato

### Sessione estiva
| Acquisti | Acquisti            | Acquisti               | Acquisti |
| R.       | Nome                | da                     | Modalità |
| -------- | ------------------- | ---------------------- | -------- |
| D        | Ditmar Jakobs       | TeBe Berlino           |          |
| C        | Eduard Marschang    | EGC Wirges             |          |
| A        | Norbert Stolzenburg | Eintracht Braunschweig |          |
| A        | Peter Vogel         | VfR Neuss              |          |

| Cessioni | Cessioni         | Cessioni          | Cessioni |
| R.       | Nome             | a                 | Modalità |
| -------- | ---------------- | ----------------- | -------- |
| C        | Klaus Bruckmann  | Bayer Leverkusen  |          |
| D        | Detlef Pirsig    | Luttringhausen    |          |
| C        | Werner Schneider | Borussia Dortmund |          |
| A        | Klaus Thies      | Wuppertal         |          |

### Sessione invernale
| Acquisti | Acquisti | Acquisti | Acquisti |
| R.       | Nome     | da       | Modalità |
| -------- | -------- | -------- | -------- |

| Cessioni | Cessioni | Cessioni | Cessioni |
| R.       | Nome     | a        | Modalità |
| -------- | -------- | -------- | -------- |

## Risultati

### Bundesliga

#### Girone di andata
| Arbitro: | Joos |

|                                                  |           |                      |
| Büssers 35’ Bücker 53’ Jara 54’ Seliger 88’, 90’ | Marcatori | 61’ Buljan 76’ Nogly |

| Arbitro: | Ohmsen |

|                             |           |             |
| Burgsmüller 7’ Kostedde 56’ | Marcatori | 74’ Büssers |

| Arbitro: | Frickel |

|          |           |            |
| Worm 80’ | Marcatori | 20’ Lienen |

| Arbitro: | Drescher |

|                                  |           |                      |
| Granitza 8’ Gersdorff 73’ (rig.) | Marcatori | 12’ Worm 88’ Büssers |

| Arbitro: | Klauser |

|          |           |                         |
| Holz 74’ | Marcatori | 35’ Seliger 75’ Büssers |

| Arbitro: | Gabor |

|                 |           |               |
| Stolzenburg 84’ | Marcatori | 19’ Haunstein |

| Arbitro: | Linn |

|                                            |           |          |
| Wenzel 6’ Stepanović 18’ Jakobs 71’ (aut.) | Marcatori | 40’ Jara |

| Arbitro: | Zuchantke |

|                                 |           |                    |
| Seliger 9’ (rig.), 72’ Worm 36’ | Marcatori | 5’ Riedl 33’ Wendt |

| Arbitro: | Glasneck |

|            |           |  |
| Martin 63’ | Marcatori |  |

| Arbitro: | Dölfel |

|                                          |           |                            |
| Büssers 17’ Seliger 19’, 34’ Bregman 44’ | Marcatori | 25’, 84’ Kulka 79’ Feilzer |

| Düsseldorf 12 ottobre 1977, ore 20:00 CET 11ª giornata | Fortuna Düsseldorf | 0 – 0 referto | Duisburg | Rheinstadion (20 000 spett.)\| Arbitro: \| Walz \| |
| Arbitro:                                               | Walz               |               |          |                                                    |

| Arbitro: | Walther |

|           |           |                           |
| Dietz 70’ | Marcatori | 10’ Zimmermann 28’ Müller |

| Arbitro: | Aldinger |

|                                            |           |                         |
| Mense 3’ Bracht 14’ Röber 53’ Konschal 72’ | Marcatori | 47’ Seliger 60’ Büssers |

| Arbitro: | Roth |

|                                                   |           |                                   |
| Dietz 20’, 49’, 75’, 78’ Worm 83’ Stolzenburg 85’ | Marcatori | 24’ Künkel 44’ (rig.), 57’ Müller |

| Arbitro: | Hontheim |

|               |           |  |
| Handschuh 72’ | Marcatori |  |

| Arbitro: | Niemann |

|                                         |           |  |
| Worm 29’, 48’, 65’ Seliger 56’ Jara 80’ | Marcatori |  |

| Arbitro: | Redelfs |

|  |           |          |
|  | Marcatori | 72’ Jara |

#### Girone di ritorno
| Arbitro: | Aldinger |

|                                                |           |           |
| Memering 36’ Keegan 60’ Keller 62’ Volkert 72’ | Marcatori | 33’ Dietz |

| Arbitro: | Jensen |

|          |           |                            |
| Worm 20’ | Marcatori | 8’ Wagner 86’ (rig.) Huber |

| Arbitro: | Drescher |

|           |           |                              |
| Bonhof 8’ | Marcatori | 19’, 80’ Seliger 58’ Büssers |

| Arbitro: | Meuser |

|                       |           |              |
| Fenten 8’ Seliger 19’ | Marcatori | 54’ Granitza |

| Duisburg 21 gennaio 1978, ore 15:30 CET 22ª giornata | Duisburg    | 0 – 0 referto | Bochum | Wedaustadion (17 000 spett.)\| Arbitro: \| Kindervater \| |
| Arbitro:                                             | Kindervater |               |        |                                                           |

| Arbitro: | Quindeau |

|                                                    |           |  |
| Vöhringer 24’, 60’ Hofeditz 41’ Metzger 58’ (rig.) | Marcatori |  |

| Arbitro: | Luca |

|                                |           |  |
| Worm 9’, 89’ Bücker 77’ (rig.) | Marcatori |  |

| Arbitro: | Walz |

|                                                                         |           |            |
| Meier 9’ (rig.) Toppmöller 42’ Riedl 61’ Schwarz 65’ Geye 78’ Wendt 83’ | Marcatori | 38’ Fenten |

| Arbitro: | Roth |

|                      |           |            |
| Seliger 24’ Worm 64’ | Marcatori | 26’ Müller |

| Arbitro: | Klauser |

|                                         |           |                      |
| Demuth 50’ (rig.) Beverungen 55’ (rig.) | Marcatori | 44’ Büssers 70’ Worm |

| Duisburg 4 marzo 1978, ore 15:30 CET 28ª giornata | Duisburg | 0 – 0 referto | Fortuna Düsseldorf | Wedaustadion (15 000 spett.)\| Arbitro: \| Gabor \| |
| Arbitro:                                          | Gabor    |               |                    |                                                     |

| Arbitro: | Hontheim |

|                                                    |           |                          |
| Flohe 31’ Neumann 36’ van Gool 53’ Müller 68’, 88’ | Marcatori | 41’ Stolzenburg 62’ Worm |

| Arbitro: | Frickel |

|                           |           |  |
| Bücker 3’ Stolzenburg 56’ | Marcatori |  |

| Arbitro: | Glasneck |

|                                |           |                      |
| Hoeneß 16’, 22’ Rummenigge 42’ | Marcatori | 54’ Worm 88’ Büssers |

| Arbitro: | Aldinger |

|                                     |           |            |
| Stolzenburg 9’ Seliger 64’ Worm 90’ | Marcatori | 39’ Lübeke |

| Arbitro: | Joos |

|                   |           |                  |
| Lorant 71’ (rig.) | Marcatori | 69’, 78’ Seliger |

| Arbitro: | Gabor |

|           |           |  |
| Dietz 75’ | Marcatori |  |

### Coppa di Germania
| Arbitro: | Ulm |

|           |           | |
| Hiltl 53’ | Marcatori | 25’ (aut.) Schierl 32’, 58’, 62’, 70’ Büssers 35’, 41’, 55’ Worm 51’ (aut.) Blüchel 74’ Seliger 77’ Vogel |

| Arbitro: | Hontheim |

|                             |           |  |
| Dietz 42’ Worm 63’ Jara 88’ | Marcatori |  |

| Arbitro: | Messmer |

|                        |           |          |
| Bücker 48’ Seliger 52’ | Marcatori | 83’ Geye |

| Arbitro: | Risse |

|                        |           |                                     |
| Brandenburg 39’ (rig.) | Marcatori | 7’ Büssers 17’ Worm 53’ Stolzenburg |

| Arbitro: | Walz |

|             |           |  |
| Büssers 13’ | Marcatori |  |

| Arbitro: | Waltert |

|                                             |           |          |
| Zimmermann 12’ Brei 14’ Lund 42’ Baltes 89’ | Marcatori | 10’ Worm |

## Statistiche

### Statistiche di squadra
| Competizione      | Punti | In casa | In casa | In casa | In casa | In casa | In casa | In trasferta | In trasferta | In trasferta | In trasferta | In trasferta | In trasferta | Totale | Totale | Totale | Totale | Totale | Totale | DR  |
| Competizione      | Punti | G       | V       | N       | P       | Gf      | Gs      | G            | V            | N            | P            | Gf           | Gs           | G      | V      | N      | P      | Gf     | Gs     | DR  |
| ----------------- | ----- | ------- | ------- | ------- | ------- | ------- | ------- | ------------ | ------------ | ------------ | ------------ | ------------ | ------------ | ------ | ------ | ------ | ------ | ------ | ------ | --- |
| Bundesliga        | 37    | 17      | 11      | 4       | 2       | 40      | 19      | 17           | 4            | 3            | 10           | 22           | 40           | 34     | 15     | 7      | 12     | 62     | 59     | +3  |
| Coppa di Germania | -     | 3       | 3       | 0       | 0       | 6       | 1       | 3            | 2            | 0            | 1            | 15           | 6            | 6      | 5      | 0      | 1      | 21     | 7      | +14 |
| Totale            | 37    | 20      | 14      | 4       | 2       | 46      | 20      | 20           | 6            | 3            | 11           | 37           | 46           | 40     | 20     | 7      | 13     | 83     | 66     | +17 |

### Andamento in campionato
| Giornata  | 1 | 2 | 3  | 4 | 5 | 6 | 7 | 8 | 9  | 10 | 11 | 12 | 13 | 14 | 15 | 16 | 17 | 18 | 19 | 20 | 21 | 22 | 23 | 24 | 25 | 26 | 27 | 28 | 29 | 30 | 31 | 32 | 33 | 34 |
| --------- | - | - | -- | - | - | - | - | - | -- | -- | -- | -- | -- | -- | -- | -- | -- | -- | -- | -- | -- | -- | -- | -- | -- | -- | -- | -- | -- | -- | -- | -- | -- | -- |
| Luogo     | C | T | C  | T | T | C | T | C | T  | C  | T  | C  | T  | C  | T  | C  | T  | T  | C  | T  | C  | C  | T  | C  | T  | C  | T  | C  | T  | C  | T  | C  | T  | C  |
| Risultato | V | P | N  | N | V | N | P | V | P  | V  | N  | P  | P  | V  | P  | V  | V  | P  | P  | V  | V  | N  | P  | V  | P  | V  | N  | N  | P  | V  | P  | V  | V  | V  |
| Posizione | 3 | 7 | 10 | 8 | 6 | 5 | 9 | 7 | 10 | 8  | 9  | 11 | 14 | 11 | 12 | 10 | 8  | 12 | 12 | 12 | 8  | 9  | 10 | 7  | 9  | 9  | 10 | 9  | 10 | 10 | 10 | 9  | 6  | 6  |

Legenda:

Luogo: C = Casa; T = Trasferta. Risultato: V = Vittoria; N = Pareggio; P = Sconfitta.

### Statistiche dei giocatori
| Giocatore      | Bundesliga | Bundesliga | Bundesliga  | Bundesliga | Coppa di Germania | Coppa di Germania | Coppa di Germania | Coppa di Germania | Totale   | Totale | Totale      | Totale     |
| Giocatore      | Presenze   | Reti       | Ammonizioni | Espulsioni | Presenze          | Reti              | Ammonizioni       | Espulsioni        | Presenze | Reti   | Ammonizioni | Espulsioni |
| -------------- | ---------- | ---------- | ----------- | ---------- | ----------------- | ----------------- | ----------------- | ----------------- | -------- | ------ | ----------- | ---------- |
| M. Bella       | 28         | 0          | 0           | 0          | 3                 | 0                 | 0                 | 0                 | 31       | 0      | 0           | 0          |
| K. Bregman     | 26         | 1          | 4           | 1          | 4                 | 0                 | 2                 | 0                 | 30       | 1      | 6           | 1          |
| M. Brocker     | 0          | 0          | 0           | 0          | 0                 | 0                 | 0                 | 0                 | 0        | 0      | 0           | 0          |
| W. Buttgereit  | 0          | 0          | 0           | 0          | 0                 | 0                 | 0                 | 0                 | 0        | 0      | 0           | 0          |
| T. Bücker      | 34         | 3          | 0           | 0          | 6                 | 1                 | 0                 | 0                 | 40       | 4      | 0           | 0          |
| H. Büssers     | 32         | 9          | 3           | 0          | 6                 | 6                 | 1                 | 0                 | 38       | 15     | 4           | 0          |
| B. Dietz       | 33         | 7          | 0           | 0          | 6                 | 1                 | 0                 | 0                 | 39       | 8      | 0           | 0          |
| N. Dronia      | 0          | 0          | 0           | 0          | 0                 | 0                 | 0                 | 0                 | 0        | 0      | 0           | 0          |
| P. Fenten      | 17         | 2          | 2           | 1          | 4                 | 0                 | 1                 | 0                 | 21       | 2      | 3           | 1          |
| N. Fruck       | 14         | 0          | 0           | 0          | 4                 | 0                 | 0                 | 0                 | 18       | 0      | 0           | 0          |
| G. Heinze      | 31         | 0          | 0           | 0          | 5                 | 0                 | 0                 | 0                 | 36       | 0      | 0           | 0          |
| U. Hintzen     | 6          | 0          | 1           | 0          | 1                 | 0                 | 0                 | 0                 | 7        | 0      | 1           | 0          |
| D. Jakobs      | 34         | 0          | 0           | 0          | 6                 | 0                 | 0                 | 0                 | 40       | 0      | 0           | 0          |
| K. Jara        | 30         | 4          | 7           | 0          | 6                 | 1                 | 2                 | 0                 | 36       | 5      | 9           | 0          |
| E. Marschang   | 2          | 0          | 0           | 0          | 0                 | 0                 | 0                 | 0                 | 2        | 0      | 0           | 0          |
| W. Schreiner   | 3          | 0          | 0           | 0          | 1                 | 0                 | 0                 | 0                 | 4        | 0      | 0           | 0          |
| R. Seliger     | 33         | 16         | 6           | 0          | 6                 | 2                 | 2                 | 0                 | 39       | 18     | 8           | 0          |
| N. Stolzenburg | 21         | 5          | 2           | 0          | 2                 | 1                 | 0                 | 0                 | 23       | 6      | 2           | 0          |
| P. Strozyk     | 0          | 0          | 0           | 0          | 0                 | 0                 | 0                 | 0                 | 0        | 0      | 0           | 0          |
| J. Suchanek    | 4          | 0          | 0           | 0          | 1                 | 0                 | 0                 | 0                 | 5        | 0      | 0           | 0          |
| P. Vogel       | 14         | 0          | 0           | 0          | 2                 | 1                 | 0                 | 0                 | 16       | 1      | 0           | 0          |
| G. Weber       | 14         | 0          | 1           | 0          | 3                 | 0                 | 0                 | 0                 | 17       | 0      | 1           | 0          |
| R. Worm        | 33         | 15         | 0           | 0          | 6                 | 6                 | 0                 | 0                 | 39       | 21     | 0           | 0          |